# Mellan Hitler och Mussolini
Mellan Hitler och Mussolini är en bok där Ernst Rüdiger Starhemberg skildrar sina minnen från de händelserika åren 1930-1936 då han intog en förgrundsställning i österrikisk politik. 
Som ledare för de fascistiska hemvärnen utövade han ett betydande inflytande både under Engelbert Dollfuß regering och Kurt von Schuschniggs första tid. Som stor beundrare av den italienska fascismen blev han så småningom en övertygad motståndare till nationalsocialismen i vilken han såg en dödlig fara för det fria Österrikes bestånd. Som österrikisk vicekansler 1934-1936 verkade han för att befästa vänskapen med Italien i vilket land han såg en garanti för sitt fäderneslands oberoende. 
Hans hågkomster från det fria Österrikes sista tid är av utomordentligt stort historiskt intresse och utgör på sitt sätt ett kapitel i det andra världskrigets förhistoria. Särskilt intresse väcker de öppenhjärtiga och frispråkiga redogörelserna för samtalen med Mussolini, vilka sprider nytt ljus över den tysk-italienska alliansens tillkomst. 